# 遗案中的疑案
《遗案中的疑案》是南京电视台自制电视剧，1985年上半年开始摄制，1986年摄制完成，共6集。编剧和导演都是李舜才。